# Mississippi
Mississippi er en amerikansk delstat opkaldt efter Mississippi-floden, hvor de berømte floddampere sejlede, som Mark Twain skildrede i sine fortællinger. Delstatens største by og hovedstad er Jackson. Delstaten har omkring 2.961.279(2020) indbyggere.
Delstaten var arnested for blues, især for den stilart der kaldes delta blues.
Mississippi blev optaget som USA's 20. delstat den 10. december 1817.

## Historie
Oprindelige amerikanere, der beboede området før europæernes ankomst, var stammerne chickasaw og choctaw. Andre stammer, der boede i Mississippi-området, og hvis navn lokale byer er opkaldt efter, er natchez, yazoo og biloxi.
De første europæere, der udforskede området, var Hernando de Sotos ekspedition, som passerede i 1540. Den første europæiske bosættelse, Ocean Springs, blev grundlagt i 1699, og i 1716 blev byen Natchez grundlagt ved Mississippi-floden som Fort Rosalie, og byen blev den dominerende by og handelspost i området.
Efter skiftevis at have været under spansk, britisk og fransk overhøjhed overgik området til Storbritannien ved Pariserfreden i 1763 efter den franske og indianske krig.
Mississippi-territoriet blev grundlagt den 7. april 1798 af landområder afgivet af Georgia og South Carolina, og senere blev territoriet udvidet ad to omgange, da områder, som  både USA og Spanien gjorde krav på, blev tilføjet. 
Mississippi blev den 10. december 1817 den 20. delstat i USA.
Land blev købt af indianerstammer fra 1800 til ca. 1830.

Bomuldsproduktionen gjorde mange plantageejere i området rige på grund af jordens frugtbarhed og bomuldens høje pris på verdensmarkedet. Forskelle i rigdom og nødvendigheden af at have mange slaver for at opretholde rigdommen spillede en stor rolle i delstatens politik og i dens støtte af bruddet med Nordstaterne.
Mississippi var den 9. januar 1861 den anden delstat, der brød ud af Unionen af Amerikas Konfødererede Stater, som blev besejret under den amerikanske borgerkrig. Mississippi genindtrådte i Unionen den 23. februar 1870.
En række raceadskillelseslove, der gennemførtes i første halvdel af det 20. århundrede, resulterede i, at næsten en halv million, tre fjerdedele af dem sorte, emigrerede i 1940'erne. Samtidig blev Mississippi arnestedet for amerikanske musiktraditioner. Gospel, country, jazz, blues og rock and roll blev opfundet og udbredt af – eller var stærkt inspireret af musikere – fra delstaten. Mississippi er også kendt for dets forfattere i begyndelsen af det 20. århundrede som især William Faulkner og Tennessee Williams.
Mississippi var et brændpunkt for USA's borgerrettighedsbevægelse. Mange hvide politikeres handlinger og holdninger, lokalt engagement i bevægelsen White Citizens' Council og Ku Klux Klans voldelige taktik gav  i 1960'erne  Mississippi ry som en reaktionær delstat.
Delstaten var den sidste til at ophæve spiritusforbuddet i 1966, og først i 1995 vedtog den symbolsk den 13. tilføjelse til USA's grundlov, som afskaffer slaveriet. (Der er endnu delstater, der ikke har ratificeret tilføjelsen). Tilføjelsen var dog i praksis gældende i Mississippi længe før ratifikationen.
Den 17. august 1969 ramte orkanen Camille Mississippis kyst og førte til tabet af 248 menneskeliv og skader for 1,5 mia. USD. Den 29. august 2005 medførte Orkanen Katrina endnu større ødelæggelser hele vejen langs kysten fra Louisiana til Alabama.

## Politik
Mississippi støttede som de fleste af Sydstaterne længe det Demokratiske Parti. Nederlaget i den amerikanske borgerkrig til Nordstaterne, der blev ledet af republikaneren Abraham Lincoln, og genopbygningspolitikken, som indbefattede føderalt udpegede republikanske guvernører, førte til en betydelig modstand blandt hvide i syd mod det Republikanske Parti. Efter at de føderale tropper blev trukket ud af syden i 1877, overtog demokraterne magten i delstaten, bl.a. ved at forhindre sortes valgdeltagelse. Mississippi var den første delstat, der vedtog en lov, der skulle begrænse de sortes valgret, men loven blev erklæret i modstrid med forfatningen i 1890. Nu blev kopskat og læseprøver indført for at begrænse vælgerskaren. Det førte til, at de fleste afro-amerikanere i 1900 var afskåret fra at stemme. Først i 1966 fik alle garanteret deres ret.
I 116 år fra 1876 til 1992 valgte borgerne i Mississippi kun guvernører fra demokraterne, og  samme parti dominerede andre politisk valgte poster. I 1960'erne begyndte republikanerne at få øget tilslutning, og partiet har vundet alle valg til de føderale forsamlinger siden 1980.
I sociale spørgsmål er Mississippi en af de mere konservative delstater i USA, og religion spiller ofte en stor rolle i borgernes politiske holdninger. Delstaten har en streng alkoholpolitik, og i mange amter kan der ikke købes alkohol. I 2004 stemte 86% af delstatens vælgere mod homoseksuelle ægteskaber. Samtidig er Mississippi dog den delstat i USA, der har den største andel af afro-amerikanere på valgte poster, og delstaten er en af 12, der har legaliseret besiddelsen af marijuana.
Delstatens guvernør er republikaneren Tate Reeves. På det føderale niveau er Mississippis to senatorer republikanere, og af de fire repræsentanter i Repræsentanternes Hus er en demokrat og tre republikanere.

## Geografi
Mississippi grænser mod nord til Tennessee, mod øst til Alabama, mod syd til Louisiana og den Mexicanske Golf og mod vest til Louisiana og Arkansas (på den anden side af Mississippi-floden).
Større floder er Mississippi-floden, Big Black River, Pearl River, Yazoo floden, Pascagoula River og Tombigbee River.
Det højeste punkt i Mississippi, som er en forløber til Cumberland Mountains, er Woodall Mountain på 204 m. Det laveste punkt (0 m) findes ved den Mexicanske Golf. Gennemsnitshøjden er 91 m over havet.
Det meste af Mississippi er en del af kystsletten East Gulf Coastal Plain, og resten af delstaten er en del af Mississippi Alluvial Plain. Kystsletten består generelt af lave bakker. Gulbrun lössjord findes mod vest og en frugtbar region med sort jord, Black Belt, findes mod nordøst.
Steppen Mississippi Alluvial Plain, også kaldt Mississippi Delta, er snæver mod syd og bliver bredere nord for Vicksburg. Denne region har frugtbare jordforhold, delvis dannet af silt fra Mississippi-floden.
I Mississippi findes bl.a. Natchez Trace.

### Klima
Mississippi har et varmt og fugtigt subtropisk klima med lange somre og korte, milde vintre. De gennemsnitlige temperaturer går fra 28° C i juli og omkring 9° C i januar. Temperaturen varierer ikke meget i delstaten om sommeren, men om vinteren er regionen omkring Mississippi Sound betydeligt varmere end det meste af resten af delstaten. Den laveste temperatur, der er målt i Mississippi, var -28,3 °C i 1966 og den højeste var 46,1 °C i 1930. Den årlige nedbør øges generelt fra nord mod syd. Clarksdale i den nordvestlige del har omkring 1.270 mm nedbør om året, mens Biloxi i syd får ca. 1.550 mm. Der falder små snemængder i den nordlige og centrale del, mens sne i den sydlige del er uhørt.
Mod slutningen af sommeren og om efteråret er især den sydlige del af delstaten påvirket af orkaner, som bevæger sig nord fra den Mexicanske Golf, og som kan være ganske ødelæggende for kystsamfundene. Tordenvejr er normalt i Mississippi især i syd. Gennemsnitligt har staten 27 tornadoer om året, og den nordlige del er mere sårbar tidligt på året, mens den sydlige del er mest sårbar senere på året.

### Økologi
Det meste af Mississippi er dækket af skov, og halvdelen af arealet dækkes af vilde træer mest fyrretræer, men en lang række andre træer findes i delstaten, fx elm, hickory, eg, pecan, ambratræ og tupelo. Tømmer er grundlaget for en udbredt industri i Mississippi.

### Større byer
Anslået befolkningstal (2005):
1. Jackson (177.977)
2. Gulfport (72.464)
3. Biloxi (50.209)
4. Hattiesburg (47.176)
5. Meridian (39.968)

## Økonomi
Bureau of Economic Analysis har anslået, at Mississippis bruttodelstatsprodukt i 2003 var 72 mia. USD. Den gennemsnitlige indkomst var i 2005 33.569 USD, den laveste blandt alle USA's delstater, men omkostningerne ved at leve i Mississippi er også blandt de laveste i USA. 
Mississippis placering som én af de fattigste delstater i USA kan spores tilbage til den amerikanske borgerkrig. Før krigen var delstaten den femterigeste i USA.
Dengang taltes slaver med som ejendom, og i Mississippi var halvdelen af befolkningen slaver, men i ikke-slavestater blev menneskelig kapital ikke medregnet i beregningen af rigdom. Opgørelserne fra dengang kan dog ikke direkte sammenlignes med nutidens rangordning efter BNP, som kun inkluderer indkomst og ikke formue. Plantageejere, som overlevede krigen, gik nærmest fallit efter slavernes frigørelse, og Unionens tropper havde tilføjet staten ødelæggelser.
En beslutning fra 1990 om at legalisere kasinospil langs Mississippi-floden og Golfkysten har ført til økonomiske gevinster for delstaten. Det anslås, at skatteindtægter på ca. en halv mio. USD om dagen gik tabt efter orkanen Katrinas ødelæggelse i august 2005 af en række kasinoer langs kysten . Før orkanen var Mississippi blandt de største spillestater i USA efter Nevada og New Jersey.
Mississippi har en indkomstskat på mellem 3 til 5%, og momssatsen er 7%.

## Demografi
I 2005 havde Mississippi et anslået befolkningstal på 2.921.088, hvilket var en stigning på 2,7% siden 2000. Mississippi har den højeste andel af sorte i nogen delstat i USA; p.t. udgør gruppen 37%.
Indtil ca. 1940 udgjorde afro-amerikanere flertallet af befolkningen i Mississippi. På grund af en stor udvandring til staterne i nord faldt andelen, men den er for nylig begyndt at stige,  primært grundet højere fødselstal. I mange af Mississippis skoledistrikter er et flertal af eleverne sorte. Personer med afro-amerikansk baggrund er i flertal i det nordvestlige Yazoo-delta samt i de sydvestlige og centrale dele af delstaten.
Mississippis hvide befolkning er primært af nordeuropæisk afstamning, og de oplyste deres baggrund i 2000 som værende: Amerikanere (14,2%), irsk-amerikanere (6,9%), engelsk-amerikanere (6,1%), tysk-amerikanere (4,5%) og italiensk-amerikanere (1,4%).

## Ekstern henvisning
- Delstaten Mississippis officielle hjemmeside (engelsk)

33°N 90°V / 33°N 90°V